# Kevin van der Perren

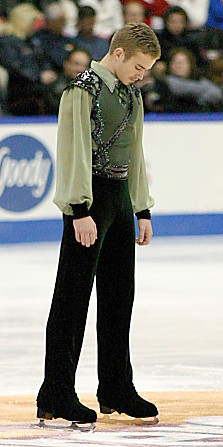
Kevin van der Perren

Kevin van der Perren född 6 augusti 1982 i Ninove i Belgien, är en belgisk konståkare. Han har sex gånger blivit belgisk nationell mästare. Kevin van der Perren bar flaggan för det belgiska landslaget i de olympiska vinterspelen 2006. Han är förlovad med den brittiska konståkerskan Jenna McCorkell.

## Karriär
Kevin van der Perren började drömma om att bli konståkare efter att han sett en Disney on Ice-show på TV tillsammans med sin bror Gunther. Hans föräldrar ville att han skulle spela fotboll och trots att han blev retad av sina klasskamrater i skolan, vägrade han att ge upp sina drömmar om att bli elitkonståkare.
Kevin van der Perren är tvåfaldig silvermedaljör i junior-VM. Efter en höftskada i OS 2006 tvingades han avstå från att delta i VM 2006. Han funderade då över om han skulle kunna ställa upp i EM 2007 och om hans dröm om medalj var inom räckhåll, och beslutade sig att försöka och vann brons. Han blev då den första belgare att vinna en medalj i konståkning sedan 1947.

### Trivia
I junior-VM 2002 (där han tog silver) var han den förste skridskoåkare som lyckades med ett trippelkombinationshopp bestående av trippel salchow, trippel toeloop och trippel ögel i en tävling. Han behöll den kombinationen i sitt friåkningsprogram till slutet av 2003–2004 års säsong. I VM 2005 lyckades han utföra en trippelflip, trippel toeloop och trippel ögel i sitt friåkningsprogram, men nuddade isen med handen efter sista hoppet.
van der Perren är den förste belgiske åkare som lyckats med en kvadrupel (toeloop) i en tävling.

## Tävlingsframgångar
| Tävling\placering                              | 1999-2000 | 2000-2001 | 2001-2002 | 2002-2003 | 2003-2004 | 2004-2005 | 2005-2006 | 2006-2007 | 2007-2008 |
| ---------------------------------------------- | --------- | --------- | --------- | --------- | --------- | --------- | --------- | --------- | --------- |
| Olympiska vinterspelen                         |           |           | 12:a      |           |           |           | 9:a       |           |           |
| VM i Konståkning                               | 31:a      | 33:e      | 14:e      | 19:e      | 14:e      | 8:e       |           |           |           |
| EM i Konståkning                               | 28:e      | 23:e      | 13:e      | 10:e      | 11:e      | 6:e       | 7:e       | 3:e       |           |
| Junior-VM i Konståkning                        | 26:e      | 16:e      | 2:a       |           |           |           |           |           |           |
| Belgiska nationella mästerskapen i Konståkning | 1:a       | 1:a       | 1:a       | 1:a       | 1:a       |           |           | 1:a       |           |
| Grand Prix Final                               |           |           |           |           | 4:a       |           |           |           |           |
| Skate America                                  |           |           |           |           |           |           | 4:a       | 4:a       |           |
| NHK Trophy                                     |           |           |           |           |           |           | 5:a       | 6:e       |           |
| Skate Canada International                     |           |           |           |           | 5:a       | 5:a       |           |           | 2:a       |
| Trophee Lalique                                |           |           |           |           | 2:a       |           |           |           |           |
| Ondrej Nepela Memorial                         |           | 6:e       | 9th       |           | 4:a       | 2:a       | 2:a       |           | 1:a       |
| Finlandia Trophy                               |           |           |           | 4:a       |           |           |           |           | 3:e       |
| Golden Spin of Zagreb                          |           |           | 2:a       |           |           |           |           |           |           |
| Nebelhorn Trophy                               |           | 15:a      |           |           |           |           |           | WD        |           |
| Junior Grand Prix Final                        |           |           | 3:e       |           |           |           |           |           |           |
| Junior Grand Prix, Netherlands                 |           |           | 1:a       |           |           |           |           |           |           |
| Junior Grand Prix, Czech Republic              |           |           | 2:a       |           |           |           |           |           |           |
| Junior Grand Prix, Norway                      |           | 11:e      |           |           |           |           |           |           |           |